# اچ‌دی ۴۴۱۳۱
اچ‌دی ۴۴۱۳۱ (انگلیسی: HD 44131) ستاره‌ای در صورت فلکی شکارچی است.